# Вікіпедія мовою ґілакі
Вікіпедія мовою ґілакі — розділ Вікіпедії мовою ґілакі. Створена у 2006 році. Вікіпедія мовою ґілакі станом на 26 березня 2025 року містить 48 137 статей, 17 152 зареєстрованих користувачів, 37 активних дописувачів, 2 адміністраторів
. Загальна кількість сторінок у Вікіпедії мовою ґілакі — 57 155, редагувань — 152 695, завантажених файлів — 810
. Глибина (рівень розвитку мовного розділу) Вікіпедії мовою ґілакі дуже мала і становить лише 0.1 пунктів
. 

## Історія
- Березень 2007 — створена 100-та стаття[3].
- Грудень 2008 — створена 1 000-на стаття[3].
- Квітень 2009 — створена 5 000-на стаття[4].